# LJ (방송인)
LJ(1977년 10월 14일 ~ )는 대한민국의 방송인이다.

## 학력
- 대전예술고등학교 졸업
- 단국대학교 무용학과 휴학

## 출연 작품

### 방송
- 2017년 tvN 《SNL 코리아 (시즌 9)》
- 깊은 밤 초이스
- 연애불변의 법칙
- 와이드 연예뉴스

### 영화
- 《얼굴없는 보스》 (2019년) - 건달 재소자 1 역